# Enrico Oldani
Enrico Oldani (Melegnano, 1914 – Melegnano, 1970) è stato un pittore italiano.

## Biografia
Nacque da agiata famiglia melegnanese; la nonna era originaria di Barni, presso Bellagio, località che fu sempre molto amata dal pittore. Si iscrisse all'Accademia di Brera dove studiò sotto la guida di Aldo Carpi e Achille Funi. Cominciò l'attività espositiva nel 1940 e fu frequentatore a Milano degli ambienti artistici legati a Corrente e in opposizione all'arte di regime, e strinse legami con diversi pittori, scultori e con i critici Raffaele De Grada junior e Mario De Micheli: quest'ultimo in particolare ebbe di Oldani profonda stima.
Fu in prima fila nell'organizzazione delle varie edizioni del Premio Città di Melegnano (1950, 1951, 1960 e 1962) e fu tra i membri del comitato ordinatore e della giuria per l'unica edizione del Premio di Pittura Città di Lodi (1950), insieme ai maestri Carpi e Funi e a Cristoforo De Amicis.
Insegnò dal 1951 alla Scuola degli Artefici dell'Accademia di Brera, dal 1960 al Liceo artistico delle Orsoline di San Carlo a Milano.

## Esposizioni
Dopo l'esordio a Roma nel 1940, espose in diverse città italiane. Fu invitato nel 1941 ad un'esposizione di Corrente, ma, stando ad un racconto di De Micheli, la sua Natura morta con sedia fu fatta rimuovere da un gerarca che vide nel rosso della sedia un simbolo antifascista. A Milano fu pure presente in diverse esposizioni alla Permanente e alle Biennali Nazionali d'Arte del 1955, 1957 e 1963. Partecipò ai premi Lodi (1950), Melegnano (1950 e 1951), Suzzara, Lissone e Gallarate.
Nel 1965 ordinò le sue due prime personali a Piacenza e Cremona. Il Comune di Melegnano gli dedicò un'antologica nel 1968 e due retrospettive nel 1972 e nel 1990, a vent'anni dalla morte. Nel 2007 i dipinti Natura morta con sedia e Meriggio a Varazze furono esposti alla mostra Ottocento Novecento. Arte a Lodi tra due secoli.

## Stile pittorico
La lezione novecentista e futurista dei maestri dell'Accademia venne presto abbandonata per la ricerca di un proprio linguaggio, lirico e vivace, di impronta al contempo cézanniana ed espressionista. Dopo una fase realista vissuta negli anni cinquanta, maturò uno stile improvvisato, caratterizzato da forti contrasti cromatici e dalla stesura a spatola del colore.